# Tokopedia
PT Tokopedia – indonezyjskie przedsiębiorstwo z branży handlu elektronicznego. Zostało założone w 2009 roku.
Oferuje platformę zakupów typu C2C. Według danych z 2019 r. Tokopedia jest największą internetową platformą handlową w kraju, a w kwietniu 2018 r. serwis był szóstą witryną w kraju pod względem popularności (według danych Alexa Internet). Znajduje się także wśród dwustu najczęściej odwiedzanych stron internetowych na świecie.
Według oficjalnych danych z serwisu Tokopedia miesięcznie korzysta ponad 90 mln użytkowników, a platforma ma ponad 7 mln zarejestrowanych sprzedawców.
Przedsiębiorstwo założyli William Tanuwijaya i Leontinus Alpha Edison.
W maju 2021 r. doszło do połączenia Tokopedii z Gojek, w wyniku czego powstało GoTo Group.